# Terra Indígena Las Casas
A Terra Indígena Las Casas é uma terra indígena localizada no estado brasileiro do Pará. Regularizada e tradicionalmente ocupada, tem uma área de 21 345 hectares e uma população de 337 pessoas, do povo Kayapó.